# Hermann Müller
Hermann Müller (n. 18 mai 1876, Mannheim, Imperiul German – d. 20 martie 1931, Berlin, Republica de la Weimar) a fost un politician german.
A fost unul dintre liderii SPD între 1919 și 1928. În cabinetul Bauer, a fost inițial ministru al afacerilor externe din 1919 până în 1920, înainte de a deveni pentru scurt timp cancelar al Germaniei din martie până în iunie 1920. În același an, Müller a preluat președinția grupului parlamentar al SPD în Reichstag până în 1928, când a devenit pentru a doua oară cancelarul Germaniei. La 27 martie 1930, Müller a fost nevoit să demisioneze deoarece grupul său parlamentar a refuzat să accepte un compromis privind reforma asigurării de șomaj, care a fost deja convenit de celelalte partide din coaliție. El a fost ultimul cancelar care s-a bazat pe o majoritate parlamentară înainte de începerea erei cabinetelor prezidențiale din Republica de la Weimar, cu Heinrich Brüning.

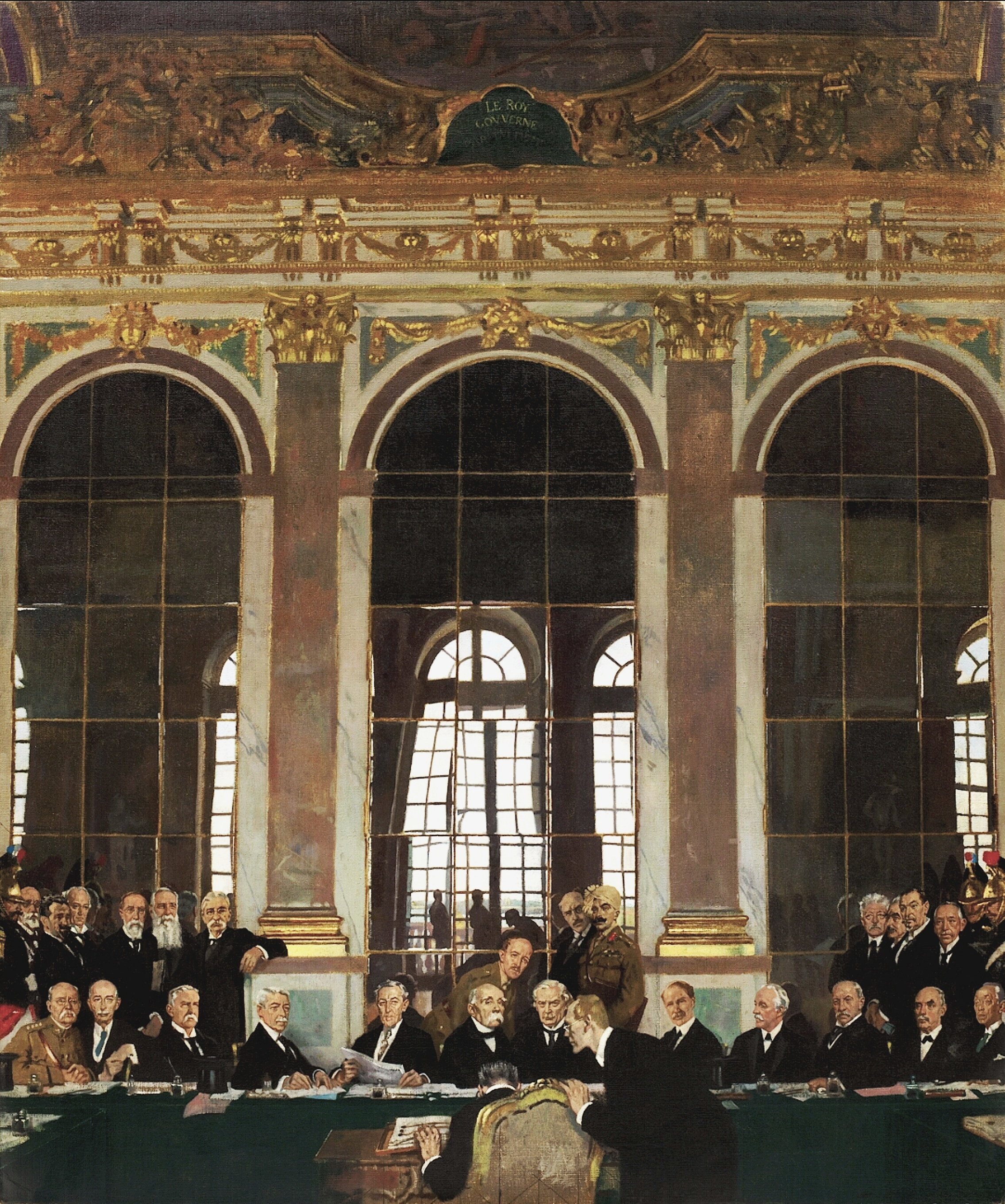
În calitate de ministru de externe a semnat Tratatul de la Versailles (1919)
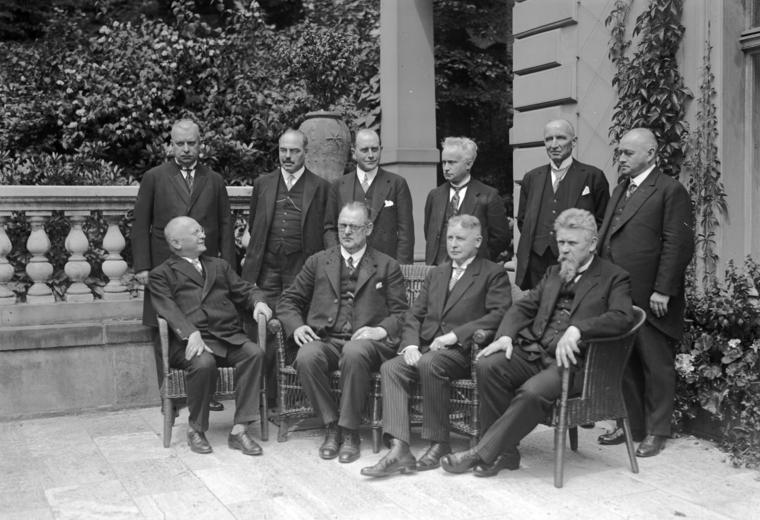
Cabinetul Müller (1928)
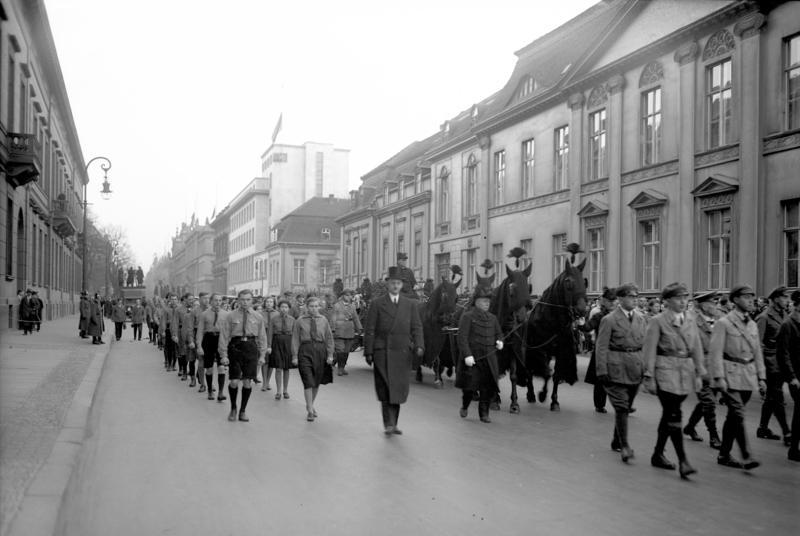
Procesiune după moartea sa (1931)